# 馴樂金線魮
馴樂金線魮，又稱馴樂金線䰾（学名：Sinocyclocheilus xunlensis）为輻鰭魚綱鯉形目鲤科金線魮屬的其中一種。分布於亞洲中國廣西壯族自治區環江縣馴樂鄉地下河流域，本魚體延長且側扁，頭部扁平呈鴨嘴狀，無眼，口端位，背部隆起，具觸鬚2對，體被鱗片，側線完整，側線鱗41-48枚，背鰭位於體中央，背鰭鰭條7枚，後端變硬，胸鰭長於腹鰭起點，尾鰭叉形，體色青灰色，體色淡粉紅色半透明，身體無斑紋，棲息在地下溪流底中層水域，生活習性不明。

## 扩展阅读
維基物種上的相關：馴樂金線魮